# Octobre 1964

## Évènements
- 1er octobre : inauguration de la ligne du super-express Tokaido (dite « Shinkansen ») ; première autoroute Tokyo-Nagoya.

- 4 octobre (Formule 1) : Grand Prix automobile des États-Unis.

- 5 octobre : à Bonneville Salt Flats, Tom Green établit un nouveau record de vitesse terrestre : 664,979 km/h.

- 5 - 10 octobre : conférence des non-alignés au Caire : 56 pays présents.

- 7 octobre : 
  - à Bonneville Salt Flats, Art Arfons établit un nouveau record de vitesse terrestre : 665,231 km/h.
  - la F.N.S.E.A. relance une « grève du lait »
  - Le commandant des Troupes d'aviation suisses, Etienne Frimault, est limogé à la suite des accusations parlementaires dirigées contre lui concernant de graves négligences dont il se serait rendu coupable dans l'achat de « Mirage III »

- 10 octobre : 
  - « Samedi de la matraque ». À Québec, répression brutale d'une émeute à l’occasion de la visite de la reine Élisabeth II.
  - Jeux olympiques de Tokyo.

- 13 octobre : à Bonneville Salt Flats, Craig Breedlove établit un nouveau record de vitesse terrestre : 754,33 km/h.

- 14 octobre : 
  - Martin Luther King reçoit le prix Nobel de la paix.
  - Union soviétique : Nikita Khrouchtchev est relevé de ses fonctions. On lui reproche ses échecs en matière de politique agraire et industrielle ainsi qu'en politique extérieure. Léonid Brejnev lui succède comme premier secrétaire du PCUS. Alexis Kossyguine prend la présidence du Conseil, tandis que Nikolaï Podgorny succède à Anastase Mikoyan à la présidence du Soviet suprême. Au début de sa carrière, Brejnev fait preuve d'un certain dynamisme, mais à partir de 1974, malade, il se crispe sur le statu quo, laissant se développer les mafias et la corruption pour mieux consolider son pouvoir.

- 15 octobre :
  - France : Mademoiselle Âge tendre, mensuel.
  - Victoire travailliste aux législatives au Royaume-Uni.

- 16 octobre : 
  - Première bombe atomique chinoise.
  - Début du ministère travailliste d'Harold Wilson, Premier ministre du Royaume-Uni (fin en 1970).

- 20 octobre : indépendance de la Zambie (ex-Rhodésie du Nord britannique). La Grande-Bretagne y conserve ses intérêts économiques.

- 24 octobre : Kenneth Kaunda devient président de la Zambie.

- 25 octobre (Formule 1) : en terminant deuxième du Grand Prix du Mexique, dixième et ultime épreuve de la saison, remportée par l'Américain Dan Gurney, l'ancien champion du monde de vitesse moto John Surtees devient champion du monde de Formule 1 au volant d'une Ferrari.

- 27 octobre (Automobile) : à Bonneville Salt Flats, Art Arfons établit un nouveau record de vitesse terrestre : 875,699 km/h.

- 29 octobre : Julius Nyerere, président de la Tanzanie.

- 30 octobre : première attaque importante du Việt Cộng (ou FNL) sur la base aérienne américaine de Bien-Hoa. La guerre se propage au Laos et au Cambodge, qui sont atteints par de violents bombardements, de même que le Viêt Nam du Nord et les régions du Viêt Nam du Sud sous l'emprise du FNL.

## Naissances
- 1er octobre : Ahmad El-Maati, détenu canado-egyptien à l'étranger.
- 3 octobre : Clive Owen, acteur britannique
- 9 octobre : Guillermo del Toro, scénariste, réalisateur, producteur de cinéma et romancier mexicain
- 10 octobre : Manuel Legris, danseur étoile français
- 13 octobre
  - Niè Hǎishèng, taïkonaute
  - Christopher Judge, acteur américain
  - Douglas Emhoff, Avocat américain, deuxième gentilhomme des États-Unis depuis 2021.
- 14 octobre : David Kaye, acteur.
- 16 octobre : Jean-Philippe Blondel, écrivain
- 19 octobre : Agnès Jaoui, actrice, scénariste, réalisatrice et chanteuse française.
- 20 octobre : 
  - Julie Payette, astronaute canadienne.
  - Kamala Harris, avocate et 49e vice-présidente des États-Unis d'Amérique depuis 2021.
- 22 octobre : Lionel Abelanski, acteur français
- 23 octobre : Robert Trujillo, bassiste du groupe de heavy métal Metallica depuis 2003.
- 25 octobre
  - Nathalie Simon, véliplanchiste et animatrice de télévision française.
- 26 octobre : Marc Lépine, le tueur de l'École Polytechnique de Montréal.
- 28 octobre : Mouss Diouf, comédien franco-sénégalais († 7 juillet 2012).
- 30 octobre : 
  - Sandra Magnus, astronaute américaine.
  - Cristina Córdula, présentatrice de télévision et ancien mannequin brésilien

## Décès
- 5 octobre : Roger Féral, journaliste, écrivain, scénariste et auteur dramatique français (° 19 octobre 1904).
- 14 octobre : « Bienvenida » (Manuel Mejías y Rapela), matador espagnol (° 1er septembre 1884).
- 15 octobre : Cole Porter, compositeur américain (° 1891).
- 20 octobre : Herbert Hoover, ancien président des États-Unis (° 1874).
- 27 octobre : Rudolph Maté, réalisateur polonais (° 21 janvier 1898).
- 31 octobre : Theodore Freeman, astronaute américain (° 18 février 1930).